# Сайхинский сельский округ
Сайхинский сельский округ — административно-территориальное образование в Бокейординском районе Западно-Казахстанской области.

## География
На западе и юго-западе сельский округ граничит с Астраханской и Волгоградской областями Российской Федерации, на северо-востоке граничит с Ординским, Бисенским Муратсайским сельскими округами Западно-Казахстанской области. Административный центр село Сайхин располагается в 550 км от областного центра города Уральска.
Сайхинский сельский округ является самой западной частью территории Казахстана, самая западная точка государства имеет координаты 48°25′59″ с.ш. 46°29′37″ в.д., а самым западным населённым пунктом Казахстана является районный центр - село Сайхин, западная окраина которого расположена на меридиане 46°45′01″ в.д.

## Экономика
В районе 70 крестьянских хозяйств, 190 индивидуальных предпринимателей.

### Железнодорожный транспорт
Железнодорожная линия Урбах — Верхний Баскунчак, которая проходит в западной части сельского округа, сооруженная в 1894 году, относится к принадлежащей ОАО Российские железные дороги Приволжской железной дороге. В переделах сельского округа располагаются:
- остановочный пункт 1209 км (закрыт)
- станция Сайхин
- разъезд Равнинный
- остановочный пункт 1241 км (закрыт)
- станция Шунгай
- остановочный пункт 1259 км (закрыт)
- разъезд Молодость.

### Сельское хозяйство
Сельский округ преимущественно животноводческий, поголовье скота (по данным на 2017 год, голов):
- верблюды — 2
- лошади — 104
- крупный рогатый скот — 886
- мелкий рогатый скот — 4714
- домашняя птица — 320

### Военный полигон
В юго-восточной части сельского округа, по смежеству с Астраханской областью, располагается территория трассового испытательного комплекса полигона «Тургай» 929 государственного лётно-испытательного центра Минобороны России (шифр объекта Ц-52/14-4). Полигон имеет также наименование 231-й полигон ВВС (в/ч 15480), он был образован в 1957 году, в его состав входят пять измерительных пунктов: с ИП-301 по ИП-305.

## Здравоохранение
В сельском округе 1 районная больница (в административном центре), 3 медицинских пункта (в трёх остальных сёлах округа).

## Образование
В сельском округе имеется 2 общеобразовательные школы:
- СОШ им. М.Маметовой (язык обучения русский, количество учащихся 316, количество персонала 48)
- СОШ им. Мухамед-Салык Бабажанова (язык обучения казахский, количество учащихся 359, количество персонала 71)

2 начальные школы:
- Жарменке (язык обучения казахский, количество учащихся 6, количество персонала 3)
- Шонайская начальная школа (язык обучения русский, количество учащихся 9, количество персонала 2)

В сельском округе имеется 1 сельский дом культуры, 3 сельских клуба и 5 библиотек.

## Население
- 4690 (перепись 2009 года[8])
- 4957 (оценка на 1 июля 2015 г.)
- 5105 (оценка на 1 апреля 2018)[6]
- 5079 (оценка на 1 января 2019)[1]

## Административное устройство
В составе сельского округа 4 села, к трём селам в административном отношении, приписаны зимовки, чабанские точки, малые населённые пункты и фермы:
1. село Сайхин
2. село Мамбет (бывш. Большевик), к селу относятся также:
- Аккемпир
- Бруцеллез
- Гришка
- Далбын
- Жана пункт
- Комплекс
- Кумкудук
- Кумак
- Казарма 340
- Молотов 1
- Молотов 2
- Пункт Муса
- Сад
- Сатан
- Саралжын
- Сертекшалаш
- уйекыстау
- Узункол 1
- Узункол 2
- Унгысын

3. село Жарменке, к селу относятся также:
- Акгиык
- Айдарлы
- Акбулак
- Аханколь 1
- Аханколь 2
- Бектас
- Бригада 3
- Бригада 4
- Жумагелды
- Камеш
- Калыш
- Коктерек
- Копадай
- Курманбай
- Кумак
- Пазыл
- Лукпанколь 1
- Лукпанколь 2
- Сарыбасты
- Ситали
- Точка 9
- Шунгил

4. село Шонай (бывш. Шунгай), к селу относятся также:
- Жолдыбай
- Жумагали
- Золотой
- Кайып
- Караколь 1
- Караколь 2
- Караколь 3
- Казарма 365
- Казарма 372
- Казарма 390
- Первомай
- Сарыбасты
- Сундет
- Тайгара
- точка 390
- Филимон сад
- Шокайколь 1
- Шокайколь 2
- Шокайколь 3